# 渋田黎明花
渋田 黎明花（しぶた れいめいか、1902年11月12日 - 1978年10月10日）は、昭和時代日本の小説家、作詞家、俳人。本名は渋田 喜久雄（しぶた きくお）で、作詞家としては戦前・戦後を通じて多数のペンネームを使い分けていた。

## 来歴
1902年（明治35年）、福岡県糟屋郡席内村（現在の古賀市）庄に生まれる。吏員だった父親の転勤により、新潟県西蒲原郡赤塚村（現在の新潟市西区赤塚）で幼少の一時期を過ごした。
福岡へ戻った後は官営八幡製鐵所付属の幼年職工養成所を卒業し、旋盤工を務めていたが文芸を志して上京、1930年（昭和5年）に『サンデー毎日』誌の大衆文芸へ応募した時代小説『変幻花鳥図』が佳作を受賞、同年5月1日号に掲載される。この時の受賞が契機となり、長谷川伸に弟子入りした。以降、師匠の長谷川が執筆した時代小説を原作とする1933年（昭和8年）公開の映画『振分け小平』では主題歌「振分け小平の唄」「お葉小唄」を作詞し、渋田自身の作品も講談社『キング』に発表したものを中心に何度も映画化された。他に『講談倶楽部』や『家の光』でも作品を発表し、朝日新聞社が文部省の後援で募集した「健康児の歌」に「白浜 進」名義で応募した歌詞が入選している。
弟の戦死により福岡へ帰郷した後、1946年（昭和21年）8月に日本画家の小林恒火子らと文芸誌『かすや文学』を創刊し、世話人を務めた。郷里の古賀を拠点に俳句同人を主宰する傍ら、全国で文芸や作詞の懸賞公募に「梅田 健」や「花田 鶴彦」、その他にも家族や親族の名義や姓名を継ぎ合わせたペンネームを使い分けながら応募し、その賞金を生計の足しにしていたと見られる。渋田自身は生涯に作詞した点数を「ざっと千二百余篇」と振り返っているが、多数の名義が存在するため活動の全容にはなお不明な点が多い。
1978年（昭和53年）逝去。享年77歳（満75歳没）。

### 「新潟県民歌」の実作者説
1948年（昭和23年）に日本国憲法公布を記念して制定された「新潟県民歌」の作詞者は、応募者の名義上では古賀に隣接する新宮町の高下 玉衛（たかした たまえ、1913年 - 2011年）とされているが、高下は生前に「ビルマから当時引き上げて来たばかりで、とても作詞どころではなかった」と述べている。新潟県庁の職員が高下本人に聞き取りを行った際には「親類の人に、校歌等を作る人がいて」、その親類が高下の名義で応募したらしいと証言した。
この「親類の人」の正体については長らく公にされて来なかったが、県職員の聞き取りから20年近くを経た2020年（令和2年）になり、福岡県に住む高下と渋田の遺族が新潟日報の取材に応じたことで両者が相婿（妻同士が実の姉妹）の関係であり、半世紀以上も謎とされて来た「新潟県民歌」の実作者が渋田である可能性が高いと報じられた。その傍証として「新潟県民歌」の半年前に愛媛県新居浜市が市制10周年を記念して制定した「新居浜市歌」は作詞者の名義が「花田 豊」とされているが、同曲の歌詞は「新潟県民歌」と酷似しており、新居浜市立別子銅山記念図書館が所蔵する楽譜に記載された住所が古賀町で一致することなどから渋田のペンネームの一つである可能性が高いと見られている。
渋田自身と新潟県の地縁は不明とされて来たが、1939年（昭和14年）に新潟日報の前身に当たる新潟新聞が懸賞公募した「大陸開拓の歌」が入選した時のインタビューでは上述の通り幼少の一時期を新潟で過ごしたことを明かしている。また、東京で長谷川伸の門下だった当時には同県の北魚沼郡小出町（現在の魚沼市）出身で同じく長谷川門下の山岡荘八と無名時代から親交があった。

## 作品
生前の活動実態に不明な点が多いため、公にされた名義のものを挙げる。

### 小説
名義別。
渋田黎明花
- 変幻花鳥図（『サンデー毎日』1930年5月1日号）[10] - サンデー毎日大衆文芸、昭和5年度上期佳作。
- 颷（はやて）の寛太郎（『キング』1934年7月号） - 新興キネマにより大谷日出夫主演『恩讐子守唄』のタイトルで映画化、主題歌も本人作詞。

渋田進
- 怒るダム（『家の光』1937年5月号） - 同紙主催大懸賞一等入選作品。

### 作詞
名義別。
渋田黎明花
- 振分け小平の唄（作曲：竹岡信幸）[16] - 日活（太秦撮影所）映画『振分け小平』主題歌。
- お葉小唄（作曲：竹岡信幸） - 同上。
- なみだ顔（作曲：松平信博）[17]

渋田進
- 東北振興歌（作曲：阿部武雄）[1]
- 大阪復興歌（作曲：東京音楽学校）[1]

白浜進
- 健康児の歌（作曲：山田耕筰）[18]

白井彪
- 青年防空の歌（作曲：陸軍戸山学校軍楽隊）[19]

櫻井宏
- 塩竈市民歌（作曲：古関裕而）[2]

梅田健
- 福岡県公立古賀竟成館高等学校校歌（作曲：中田直宏）[20]
- 福岡市立早良中学校校歌（作曲：森脇憲三）
- 古賀市立古賀東小学校校歌（作曲：森脇憲三）[20][21]
- 古賀市立古賀西小学校校歌（作曲：安永武一郎）[20]
- 古賀市立青柳小学校校歌（作曲：森脇憲三）[20][21]
- 新宮町立新宮小学校校歌（作曲：八波正武）[22]
- 新宮町立立花小学校校歌（作曲：福島芳明）[23]
- 新宮町立相島小学校校歌（作曲：安永武一郎）[24]
- 大陸開拓の歌（作曲：江口夜詩）[9][25]
- 納税奉公の歌（作曲：古関裕而）
- 興亜驀進曲（作曲：堀内敬三、編曲：飯田信夫）[26]

花田鶴彦
- 町田市歌（作曲：明本京静）[27]
- 倉敷市歌（補作：作詩市歌選考委員会、作曲：山下和子）[28]
- 長崎県奈良尾町歌（作曲：木野普見雄）[注 2]
- 岐阜経済大学学歌（作曲：網代栄三）[注 3]
- 雲仙市立国見中学校校歌（作曲：伊藤英一）
- 一関市立渋民小学校校歌（補作：佐伯郁郎、作曲：保科その子）[29]
- エーワンベーカリーのうた（作曲：桜井順）

花田龍彦
- 敦賀市歌（作曲：下総皖一）[30]
- 豊川観光音頭（補作：小野金次郎、作曲：吉田正）[31]

青木薫
- 都市対抗を讃える野球の歌（補作：サトウハチロー、作曲：古関裕而）

### コラム
- 酔筆講談 ペン一本無茶修行（古賀町役場『広報こがまち』1966年1月1日号 - 1967年12月1日号） - 梅田健名義。2020年（令和2年）に書籍化された[6][9]。

全国書誌番号:23401983